# Kourouma Fatoukouma
Kourouma Fatoukouma (ur. 11 lipca 1984 w Abidżanie) – piłkarz nigerski grający na pozycji lewego obrońcy.

## Kariera klubowa
W latach 2003–2009 Fatoukouma grał w rezerwach AS Saint-Étienne. Od 2009 roku do 2015 był zawodnikiem marokańskiego klubu Chabab Rif Al Hoceima. W latach 2016–2019 grał w Finlandii, w Musan Salama i Jazz Pori.

## Kariera reprezentacyjna
W reprezentacji Nigru Fatoukouma zadebiutował 9 września 2012 roku w przegranym 0:1 meczu kwalifikacji do Pucharu Narodów Afryki 2013 z Gwineą, rozegranym w Conakry. W 2013 roku został powołany do kadry na Puchar Narodów Afryki 2013. Od 2012 do 2019 rozegrał w kadrze narodowej 32 mecze i strzelił 1 gola.